# دالزورا (کالیفرنیا)
دالزورا (به انگلیسی: Dulzura) یک منطقهٔ مسکونی در ایالات متحده آمریکا است که در شهرستان سن دیگو، کالیفرنیا واقع شده‌است.